# Astrothorax waitei
Astrothorax waitei är en ormstjärneart som först beskrevs av Benham 1909.  Astrothorax waitei ingår i släktet Astrothorax och familjen medusahuvuden. Inga underarter finns listade i Catalogue of Life.